# (330420) Tomroman
(330420) Tomroman est un astéroïde de la ceinture principale.

## Description
(330420) Tomroman est un astéroïde de la ceinture principale. Il fut découvert le 11 février 2007 à l'observatoire Airglow dans les montagnes Laurel (à l'ouest de la Pennsylvanie) par David R. Skillman. Il présente une orbite caractérisée par un demi-grand axe de 2,72 UA, une excentricité de 0,10 et une inclinaison de 6,8° par rapport à l'écliptique.

## Compléments